# 1932–1933-as NHL-szezon
Az 1932–1933-as NHL-szezon a tizenhatodik NHL-szezon volt. Az Ottawa Senators visszajövetelével megint kilenc csapat vett részt. A kilenc csapat egyenként 48 mérkőzést játszott. A Stanley-kupa-döntő a visszavágója volt az 1932-es döntőnek, ezúttal a New York Rangers verte meg a Toronto Maple Leafst, három győzelemmel egy vereséggel szemben.

## A liga üzleti változásai
Az Ottawa Senators visszatért, miután pénzügyi nehézségek miatt egy szezont kihagyott a csapat. Viszont a Philadelphia Quakers nem tért vissza.
Bár a Montreal Maroonsnak három kapusa is volt - Flat Walsh, Dave Kerr és Normie Smith - nagyon érdekeltee a csapatot a Chicagóban játszó Charlie Gardiner. James Strachan egy kápusát és 10 000 dollárt ajánlott Gardinerért, de Chicago ezt nem fogadta el.

## Szabálymódosítások
Ettől a szezontól fogva kötelező lett, hogy mindig legyen a jégen egy csapatkapitány vagy egy helyettes kapitány.

## Az alapszakasz
Csúcsnak számított a kapitányként tevékenykedő kapusok száma: George Hainsworth, Roy Worters, Charlie Gardiner és Alex Connell. A Red Wings és a Bruins egyaránt 58-58 ponttal fejezte be a szezont, de Boston lett az első helyezett a jobb egymáselleni eredmény miatt. Ottawa erősen kezdte a szezont és a bajnokság felénél a Kanadai-divízió második helyét foglalta el, de a második felében összeesett és utolsó helyen végzett. A csapat elnöke elrendelte, hogy pénzbírságot kap minden olyan játékos, aki közömbösen játszott. Toronto menedzsere, Conn Smythe, három játékost ajánlott Ottawának cserében Hec Kilrea-ért, de ezt Frank Ahearn, a Senators elnöke, szó szerint kinevette.
Ez volt az első alkalom hogy Toronto első helyen fejezte be a szezont, mióta Maple Leafs név alatt játszott. A Canadiens új edzője Newsy Lalonde volt. Nagyon rosszúl kezdték a szezont, de éppenhogy sikerült bekerülni a rájátszásba. A Boston Bruins Eddie Shore kitűnő játékával első helyen végezett az Amerikai-divízió ban.

## Tabella
Megjegyzés: a vastagon szedett csapatok bejutottak a rájátszásba
| Kanadai-divízió     | MSz | Gy | V  | D  | P  | SzG | KG  |
| ------------------- | --- | -- | -- | -- | -- | --- | --- |
| Toronto Maple Leafs | 48  | 24 | 18 | 6  | 54 | 119 | 111 |
| Montreal Maroons    | 48  | 22 | 20 | 6  | 50 | 135 | 119 |
| Montréal Canadiens  | 48  | 18 | 25 | 5  | 41 | 92  | 115 |
| New York Americans  | 48  | 15 | 22 | 11 | 41 | 91  | 118 |
| Ottawa Senators     | 48  | 11 | 27 | 10 | 32 | 88  | 131 |

| Amerikai-divízió    | MSz | Gy | V  | D  | P  | SzG | KG  | B |
| ------------------- | --- | -- | -- | -- | -- | --- | --- | - |
| Boston Bruins       | 48  | 25 | 15 | 8  | 58 | 124 | 88  |   |
| Detroit Red Wings   | 48  | 25 | 15 | 8  | 58 | 111 | 93  |   |
| New York Rangers    | 48  | 23 | 17 | 8  | 54 | 135 | 107 |   |
| Chicago Black Hawks | 48  | 16 | 20 | 12 | 44 | 88  | 101 |   |

## Kanadai táblázat
| Játékos         | Csapat              | MSz | G  | A  | P  | B  |
| --------------- | ------------------- | --- | -- | -- | -- | -- |
| Bill Cook       | New York Rangers    | 48  | 28 | 22 | 50 | 51 |
| Busher Jackson  | Toronto Maple Leafs | 48  | 27 | 17 | 44 | 43 |
| Baldy Northcott | Montreal Maroons    | 48  | 22 | 21 | 43 | 50 |
| Hooley Smith    | Montreal Maroons    | 48  | 20 | 21 | 41 | 66 |
| Paul Haynes     | Montreal Maroons    | 48  | 16 | 25 | 41 | 18 |
| Aurel Joliat    | Montréal Canadiens  | 48  | 18 | 21 | 39 | 53 |
| Marty Barry     | Boston Bruins       | 48  | 24 | 13 | 37 | 40 |
| Bun Cook        | New York Rangers    | 48  | 22 | 15 | 37 | 35 |
| Nels Stewart    | Boston Bruins       | 47  | 18 | 18 | 36 | 62 |
| Howie Morenz    | Montréal Canadiens  | 46  | 14 | 21 | 35 | 32 |

## Stanley-kupa rájátszás
A második helyezettek szériájában a Detroit Red Wings 5:2-es gólaránnyal verte meg a Montreal Maroonst, a New York Rangers pedig 8:5-ös összesítéssel a Montréal Canadienst. Ezután a Rangers győzött a Red Wings felett, 6:3-as gólaránnyal, és bekerültek a döntőbe. A divízióbajnokok sorozata eldöntéséhez az összes öt lehetséges meccsre volt szükség, a Toronto Maple Leafs három győzelemmel nyerte a szériát a Boston Bruins két győzelmével szemben.

### Döntő
Toronto Maple Leafs vs. New York Rangers
| Dátum       | Idegenben           | Eredmény | Otthon              | Eredmény | Megjegyzés |
| ----------- | ------------------- | -------- | ------------------- | -------- | ---------- |
| Április 4.  | Toronto Maple Leafs | 1        | New York Rangers    | 5        |            |
| Április 8.  | New York Rangers    | 3        | Toronto Maple Leafs | 1        |            |
| Április 11. | New York Rangers    | 2        | Toronto Maple Leafs | 3        |            |
| Április 13. | New York Rangers    | 1        | Toronto Maple Leafs | 0        | (hossz.)   |

Az öt mérkőzésből álló párharcot (három győzelemig tartó sorozatot) a New York nyerte 3:1-re, így ők lettek a Stanley-kupa bajnokok.

## NHL díjak
Ez volt az első szezon amelyben a liga elnöke, Frank Calder, az év legjobb újoncát kiválasztotta.
- O'Brien-trófea (Kanadai-divízió bajnoka) — Toronto Maple Leafs
- Prince of Wales-trófea (Amerikai-divízió bajnoka) — Boston Bruins
- Az év újonca - Carl Voss, Detroit Red Wings
- Hart-emlékkupa (legértékesebb játékos) - Eddie Shore, Boston Bruins
- Lady Byng-emlékkupa (legsportszerűbb játékos) - Frank Boucher, New York Rangers
- Vezina-trófea (legjobb kapus) - Tiny Thompson, Boston Bruins

### Első All-Star csapat
- Kapus: John Ross Roach, Detroit Red Wings
- Hátvéd: Eddie Shore, Boston Bruins
- Hátvéd: Ching Johnson, New York Rangers
- Center: Frank Boucher, New York Rangers
- Balszélső: Bill Cook, New York Rangers
- Jobbszélső: Baldy Northcott, Montreal Maroons
- Edző: Lester Patrick, New York Rangers

### Második All-Star csapat
- Kapus: Charlie Gardiner, Chicago Black Hawks
- Hátvéd: King Clancy, Toronto Maple Leafs
- Hátvéd: Lionel Conacher, Montreal Maroons
- Center: Howie Morenz, Montréal Canadiens
- Balszélső: Charlie Conacher, Toronto Maple Leafs
- Jobbszélső: Busher Jackson, Toronto Maple Leafs
- Edző: Dick Irvin, Toronto Maple Leafs

## Debütálók
Itt a fontosabb debütálók szerepelnek, első csapatukkal. A csillaggal jelöltek a rájátszásban debütáltak.
- Art Wiebe, Chicago Black Hawks
- Eddie Wiseman, Detroit Red Wings
- Charlie Sands, Toronto Maple Leafs
- Buzz Boll, Toronto Maple Leafs (első meccse a rájátszásban volt)
- Bill Thoms, Toronto Maple Leafs

## Visszavonulók
Itt a fontosabb olyan játékosok szerepelnek, akik utolsó NHL-meccsüket ebben a szezonban játszották.
- George Owen, Boston Bruins
- Billy Burch, Chicago Black Hawks
- Reg Noble, Montreal Maroons
- Hib Milks, Ottawa Senators
- Norman Gainor, Ottawa Senators
- Harold Darragh, Toronto Maple Leafs